# كبد (طعام)

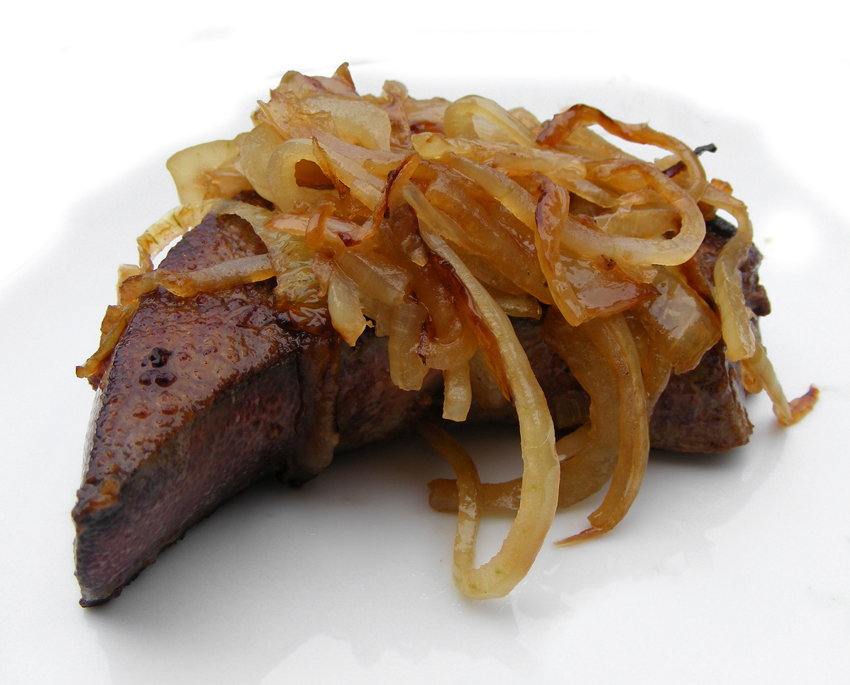
شريحة من كبد الخنزير مع البصل

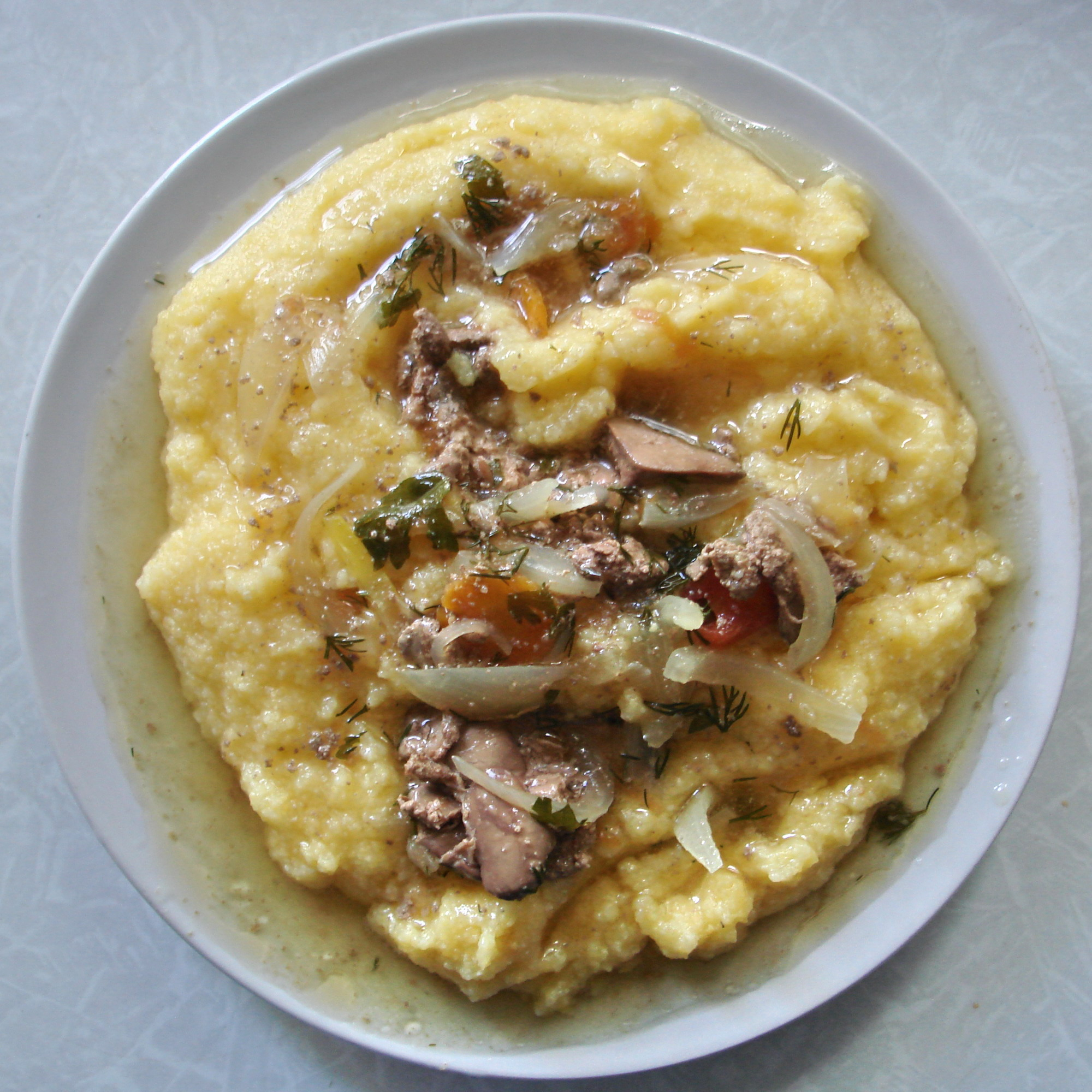
مامالغيا (عصيدة دقيق الذرة مع كبد الدجاج، من المطبخ المولدافي

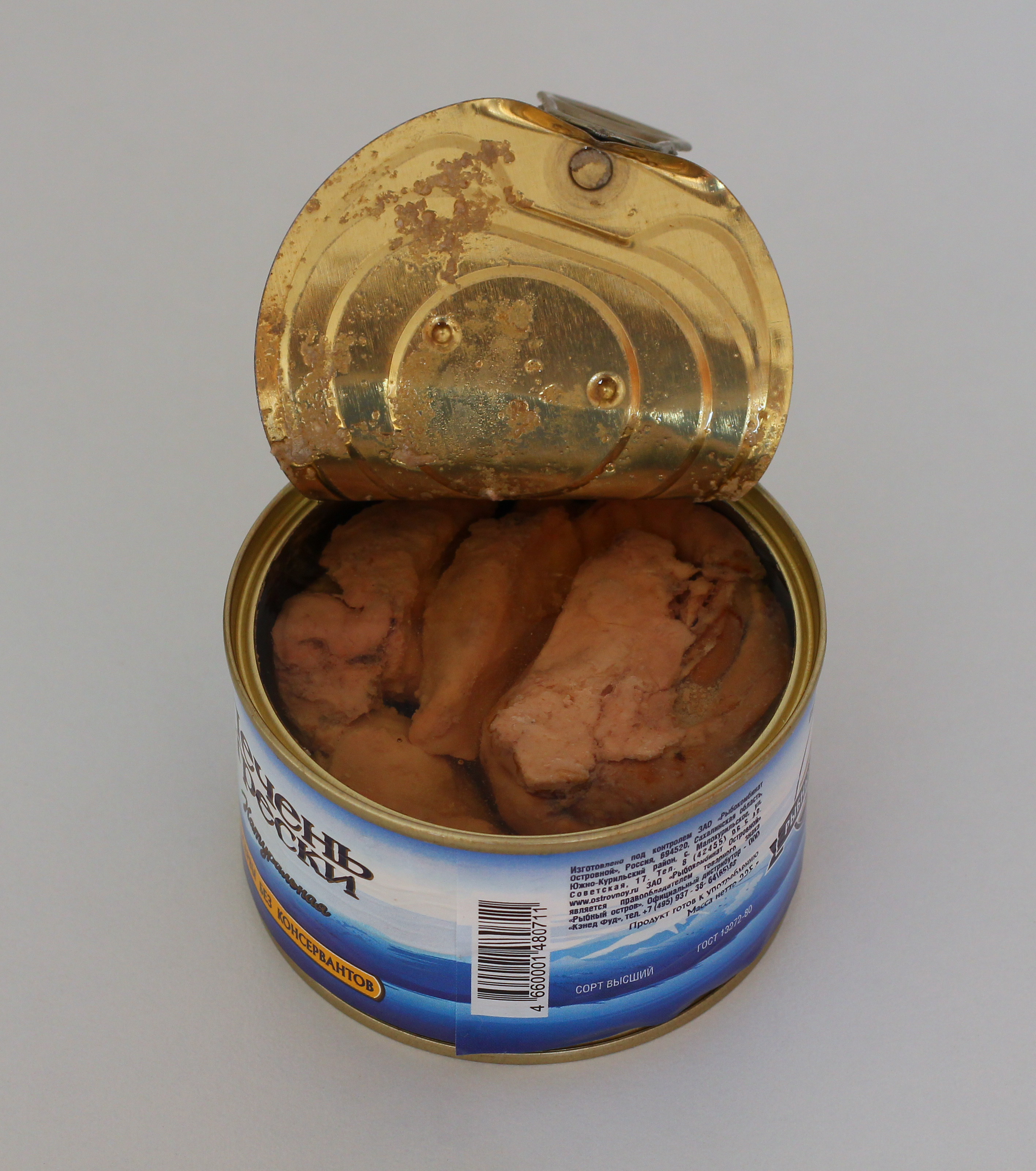
كبد سمك القدّ المعلب (أنظر أيضاً: زيت كبد سمك القد)

يعتبر كبد الثدييات، الدجاوزيات، والسمك من الأطعمة التي يأكلها البشر. يتوفر كبد الخنزير، الضأن، العجل، الثور، الدجاج، الإوز، وسمك القد على نطاق واسع لدى الجزارين وفي محلات السوبر ماركت، في حين يتوفر كبد الشفنين البحري والبربوط في بعض الدول الأوروبية.
الكبد الحيواني غني بالحديد، النحاس، فيتامينات بي وفيتامين أ المشكل مسبقا. الاستهلاك اليومي للكبد يمكن أن يكون ضارا؛ على سبيل المثال، ثبت أن سمية فيتامين أ تسبب مشاكل طبية للأطفال المولودين لأمهات حوامل يستهلكن الكثير من فيتامين أ. فالحصة الواحدة من كبد البقر تحوي كمية من فيتامين أ تفوق الكمية الغذائية المرجعية الموصى بها. يحتوي 100 غرام من كبد سمك القد على 5 ملغ من فيتامين أ و100 ميكروغرام من فيتامين د. كان الكبد أحد اسباب اكتشاف فيتامين بي12، الذي وُجد لاحقًا انه يحتوي على كميات كبيرة منه.

## التحضير
يمكن شوي الكبد أو سلقه أو قليه قلياً سريعاً، أو قد يؤكل نيئاً (سودة نية في المطبخ اللبناني وفي طبق ساشيمي). في العديد من طرق طبخه، يمكن دمج قطع الكبد من اللحم أو الكلية، كما في العديد من أطباق الشرق الأوسط مشويات مشكلة. كما يمكن توفّر الكبد في الأسواق كطعام يدهن على الخبز أو بشكل باتيه أو كبد دسم أو مقطّع. ثمة طبق تقليدي في جنوب أفريقيا يعرف باسم "سكيلبادجيس"، ويصنع من كبد الضأن المفروم الملفوف في دهن القنب ويشوى على نار مفتوحة.

## كبد السمك
تعتبر أكباد بعض أنواع السمك غذاءً، خاصة كبد الشفنين البحري. ويُستخدم لإعداد أطباق منوعة كالكبد المسلوق على الخبر المحمص في إنجلترا، الكعك المحشو بالكبد في المطبخ الفرنسي. يشيع تناول كبد سمك القد (ويكون عادةً معلباً في زيته) مع الخبر أو الخبز المحمص في العديد من الدول الأوروبية. في روسيا، يقدّم مع البطاطا. يستخدم زيت كبد الحوت كمكمل غذائي. يتناول الفنلنديون كبد البربوط ويتوفر لدى باعة الأسماك وفي قسم الأسماك في محلات السوبر ماركت. تؤكل هذه الأجزاء مسلوقة أو تضاف إلى حساء البربوط، ويعتبر البربوط وكبده من أطعمة الشتاء التقليدية.

## التسمّم
يمكن أن تكون الجرعات العالية من فيتامين ألف سامّة، وقد تسبب اضطراباً خطيراً من فرط فيتامين أ. ثمة تقارير متداولة عن حالات تسمم بفيتامين أ ناتجة عن تناول كبد الدب القطبي وحيوان الفظ وعجل البحر الملتحي والموظ وكلب الهاسكي. قد تحتوي أكباد هذه الحيوانات على مستويات عالية جداً من فيتامين أ.
لا يأكل شعب إنويت كبد الدببة القطبية أو الفقمات الملتحية. ويقدر أن استهلاك 500 غرام من كبد الدب القطبي يؤدي إلى تسمم الإنسان.
كتب البحار الروسي ألكسندر كونراد الذي رافق المستكشف فاليريان ألبانوف في الرحلة المأساوية على جليد المنطقة القطبية الشمالية عام 1912 عن التأثيرات المروعة لتناول كبد الدب القطبي. كما يعتقد أن المستكشفين دوغلاس ماوسون وخافيير ميرتز اللذين ارتادوا القارة القطبية الجنوبية قد تعرضا للتسمم (وموت الأخير) بسبب تناول كبد كلب الهاسكي، على الرغم من أن هذا الأمر شُكك فيه مؤخراً.
التسمم بفيتامين أ أقل احتمالية في حالة تناول منتجات فيتامين أ المعتمدة على الزيت والكبد منها في حال تناول المنتجات المحضرة بالمواد المائية والصلبة.
يمكن أن يكون محتوى الزئبق في بعض الأنواع مشكلة؛ عام 2010، حذّرت حكومة نونافوت النساء الحوامل من تناول كبد الفقمة الحلقية بسبب ارتفاع مستويات الزئبق فيها.
المواد السمّية العصبية الموجودة في كبد الينفوخية (التي تُستهلك في المطبخ الياباني كفوغو، لكن ثمة قانون ياباني ينظم استهلاكها) تحتوي على أعلى تركيز من تيترودوتوكسين، الذي يميّز الأنواع عن بعضها. نتيجة لذلك، أصبح تناول كبد هذا النوع غير قانوني منذ عام 1984.

## التقاليد
يُعتبر كبد الخنزير غذاءً تقليدياً لمهاجري أوكيناوا في هاواي. وكان يؤكل في عشاء [[ليلة رأس السنة الميلادية]].، وفي الدول الإسلامية، في عيد الأضحى حيث تذبح الأضحيات، عادةً ما تحضّر أطباق مختلفة من كبد الأضحية كقليه أو شيّه كوجبة أساسية في يوم العيد.